# Chabelos (banda)
Chabelos es una banda peruana de rock cómico y punk rock/rock alternativo, formada en el año 2001.
Inicialmente formaban los actores Giovanni Ciccia, Sergio Galliani y Paul Vega, que queriendo «desestresarse» y con una edad mayor para la formación de bandas de rock en el país, se sentían aún jóvenes, siendo así le pusieron de nombre a la banda «Chabelos», inspirándose en el fallecido actor y presentador mexicano Xavier López, por choque séptico que hacía de niño a pesar de ser un anciano.
La banda tuvo una breve pausa en 2009. Ha grabado cinco álbumes de estudio y lanzado un recopilatorio de sus Glandes éxitos. En 2018 publicaron su quinto disco de estudio y en 2023 un sexto con temas de actualidad tras el fallecimiento del integrante Kenneth Quiroz.
La banda es conocida por haber interpretado el tema musical «El quinto teletubbie» del tercer álbum de estudio Seko!, estrenado en 2006, en la que fue parte de la banda sonora de la teleserie Al fondo hay sitio y la película cómica A los 40.

## Discografía

### Álbumes de estudio
- 2002 KKQLOPDOPIS
- 2004 La venganza del maní asesino
- 2006 Seko!
- 2009 Nunca seremos músicos
- 2018 Priapismo
- 2023 Con los huevos colgando

### Álbumes recopilatorios
- 2010 Glandes éxitos
- 2020 ¡Te la tocan! (en vivo)
- 2021 Chabelos: Sacados del tacho
- 2024 Re Seko! (20 AÑOS DEL SEKO!)

### Bandas sonoras
- 2005 Un día sin sexo

## Miembros

#### Miembros Fijos
- Giovanni Ciccia, Voz (2001-presente)
- Lucía Córdova, Guitarra rítmica (2020-presente)
- Jhoan Carmona, Guitarra principal (2020-presente)
- Lufo Armestar, Bajo (2021-presente)
- Sergio Galliani, Batería (2001-presente)

#### Exmiembros
- Paul Vega, Guitarra (2001-2007)
- Giovanni Derteano, Bajo (2001-2007)
- Kenneth Quiroz, Bajo (2007-2021)
- Carlos Galiano, Guitarra (2007-2020)
- Frank Edgard, Guitarra y Bajo (2004-2009)
- Hugo Vecco, Guitarra (2005-2006)